# UCI World Tour 2021
UCI World Tour 2021 byla série závodů, která zahrnovala 29 jednodenních a etapových závodů v rámci sezóny 2021. Seriál začal 21. února úvodní etapou UAE Tour a skončil 9. října jednodenním závodem Il Lombardia.

## Závody
Oficiální kalendář byl odhalen v srpnu 2020.
| Závod                    | Datum                     | Vítěz                       | 2. místo                   | 3. místo                    |
| ------------------------ | ------------------------- | --------------------------- | -------------------------- | --------------------------- |
| UAE Tour                 | 21. – 27. února           | Tadej Pogačar (SLO)         | Adam Yates (GBR)           | João Almeida (POR)          |
| Omloop Het Nieuwsblad    | 27. února                 | Davide Ballerini (ITA)      | Jake Stewart (GBR)         | Sep Vanmarcke (BEL)         |
| Strade Bianche           | 6. března                 | Mathieu van der Poel (NED)  | Julian Alaphilippe (FRA)   | Egan Bernal (COL)           |
| Paříž–Nice               | 7. – 14. března           | Maximilian Schachmann (GER) | Alexandr Vlasov (RUS)      | Jon Izagirre (ESP)          |
| Tirreno–Adriatico        | 10. – 16. března          | Tadej Pogačar (SLO)         | Wout van Aert (BEL)        | Mikel Landa (ESP)           |
| Milán – San Remo         | 20. března                | Jasper Stuyven (BEL)        | Caleb Ewan (AUS)           | Wout van Aert (BEL)         |
| Volta a Catalunya        | 22. – 28. března          | Adam Yates (GBR)            | Richie Porte (AUS)         | Geraint Thomas (GBR)        |
| Classic Brugge–De Panne  | 24. března                | Sam Bennett (IRL)           | Jasper Philipsen (BEL)     | Pascal Ackermann (GER)      |
| E3 Saxo Bank Classic     | 26. března                | Kasper Asgreen (DEN)        | Florian Sénéchal (ITA)     | Mathieu van der Poel (NED)  |
| Gent–Wevelgem            | 28. března                | Wout van Aert (BEL)         | Giacomo Nizzolo (ITA)      | Matteo Trentin (ITA)        |
| Dwars door Vlaanderen    | 31. března                | Dylan van Baarle (NED)      | Christophe Laporte (FRA)   | Tim Merlier (BEL)           |
| Kolem Flander            | 4. dubna                  | Kasper Asgreen (DEN)        | Mathieu van der Poel (NED) | Greg Van Avermaet (BEL)     |
| Kolem Baskicka           | 5. – 10. dubna            | Primož Roglič (SLO)         | Jonas Vingegaard (DEN)     | Tadej Pogačar (SLO)         |
| Amstel Gold Race         | 18. dubna                 | Wout van Aert (BEL)         | Tom Pidcock (GBR)          | Maximilian Schachmann (GER) |
| Valonský šíp             | 21. dubna                 | Julian Alaphilippe (FRA)    | Primož Roglič (SLO)        | Alejandro Valverde (ESP)    |
| Lutych–Bastogne–Lutych   | 25. dubna                 | Tadej Pogačar (SLO)         | Julian Alaphilippe (FRA)   | David Gaudu (FRA)           |
| Tour de Romandie         | 27. dubna – 2. května     | Geraint Thomas (GBR)        | Richie Porte (AUS)         | Fausto Masnada (ITA)        |
| Giro d'Italia            | 8. – 30. května           | Egan Bernal (COL)           | Damiano Caruso (ITA)       | Simon Yates (GBR)           |
| Critérium du Dauphiné    | 30. května – 6. června    | Richie Porte (AUS)          | Alexej Lucenko (KAZ)       | Geraint Thomas (GBR)        |
| Tour de Suisse           | 6. – 13. června           | Richard Carapaz (ECU)       | Rigoberto Urán (COL)       | Jakob Fuglsang (DEN)        |
| Tour de France           | 26. června – 18. července | Tadej Pogačar (SLO)         | Jonas Vingegaard (DEN)     | Richard Carapaz (ECU)       |
| Clásica de San Sebastián | 31. července              | Neilson Powless (USA)       | Matej Mohorič (SLO)        | Mikkel Frølich Honoré (DEN) |
| Tour de Pologne          | 9. – 15. srpna            | João Almeida (POR)          | Matej Mohorič (SLO)        | Michał Kwiatkowski (POL)    |
| Vuelta a España          | 14. srpna – 5. září       | Primož Roglič (SLO)         | Enric Mas (ESP)            | Jack Haig (AUS)             |
| Bretagne Classic         | 29. srpna                 | Benoît Cosnefroy (FRA)      | Julian Alaphilippe (FRA)   | Mikkel Frølich Honoré (DEN) |
| / Benelux Tour           | 30. srpna – 5. září       | Sonny Colbrelli (ITA)       | Matej Mohorič (SLO)        | Victor Campenaerts (BEL)    |
| Eschborn–Frankfurt       | 19. září                  | Jasper Philipsen (BEL)      | John Degenkolb (GER)       | Alexander Kristoff (NOR)    |
| Paříž–Roubaix            | 3. října                  | Sonny Colbrelli (ITA)       | Florian Vermeersch (BEL)   | Mathieu van der Poel (NED)  |
| Il Lombardia             | 9. října                  | Tadej Pogačar (SLO)         | Fausto Masnada (ITA)       | Adam Yates (GBR)            |

## Změny
Do kalendáře byly původně zahrnuty 2 australské závody, Tour Down Under (19. – 24. ledna) a Cadel Evans Great Ocean Road Race (31. ledna). Ty však byly z kalendáře vyřazeny z důvodu přísných karanténních opatření při vstupu na australské území zavedených kvůli pandemii covidu-19. Na začátku dubna bylo odloženo Paříž–Roubaix na říjen kvůli pandemii covidu-19. V červnu byly zrušeny Grand Prix Cycliste de Québec (10. září) a Grand Prix Cycliste de Montréal (12. září) kvůli pandemii covidu-19 v Kanadě. Na přání organizátorů byly v srpnu zrušeny závody Hamburg Cyclassics (15. srpna) a Tour of Guangxi (14. – 19. října).